# Bokvedblomfluga
Bokvedblomfluga (Xylota abiens) är en tvåvingeart som beskrevs av Johann Wilhelm Meigen 1822. Bokvedblomfluga ingår i släktet vedblomflugor, och familjen blomflugor. Enligt den svenska rödlistan är arten nära hotad i Sverige. Arten förekommer i Götaland och Svealand. Artens livsmiljö är skogslandskap, våtmarker, jordbrukslandskap, stadsmiljö. Inga underarter finns listade i Catalogue of Life.